# Олимпийский комитет Румынии
Олимпийский и спортивный комитет Румынии (рум. Comitetul Olimpic şi Sportiv Român) — организация, представляющая Румынию в международном олимпийском движении. Основан и зарегистрирован в МОК в 1914 году.
Штаб-квартира расположена в Бухаресте. Является членом МОК, ЕОК и других международных спортивных организаций. Осуществляет деятельность по развитию спорта в Румынии.